# Quis custodiet ipsos custodes?
Quis custodiet ipsos custodes? [kᶣis kustoːˈdiet iˈpsoːs kustoːˈdeːs] (lat.), tko će čuvati čuvare?; latinska fraza tradicionalno pripisana rimskom pjesniku Juvenalu, navedena u njegovim Satirama (Satira VI., stihovi 347–8), kojom se izražava nepovjerenje u sposobnost ili poštenje onih koji nadziru druge. U modernom značenju često se vezuje s političkom filozofijom Platona i problemom političke korupcije. U originalnom kontekstu označuje problem osiguranja bračne vjernosti. Ponekad se dovodi u pitanje da li je tekst upravo tih redaka autentičan dio Juvenalovih Satira ili je riječ o naknadnu dodatku njegovu rukopisu.

## Originalni kontekst
Fraza, u obliku koji se obično citira na latinskom, dolazi iz Juvenalovih satira, djela rimskog satiričara iz 1./2. stoljeća. Iako u svojem modernom značenju fraza ima univerzalnu, bezvremensku primjenu na koncepte kao što su tiranska vladavina, nekontrolirana opresivna diktatura te policijska i sudska korupcija i prekoračenje ovlasti, u kontekstu Juvenalove poeme ona označuje nemogućnost nametanja moralnog ponašanja ženama kada su čuvari (custodes) pokvareni (Šesta satira, 346–348):
| audio quid ueteres olim moneatis amici, "pone seram, cohibe." sed quis custodiet ipsos custodes? cauta est et ab illis incipit uxor. | Slušam što stari prijatelji često opominju: "Veži je, obuzdaj!" No tko će čuvati čuvare? Žena je razborita i počinje od njih. |
No moderni urednici smatraju ova tri stiha interpolacijom umetnutom u tekst. Godine 1899. dodiplomski je student na Oxfordu E. O. Winstedt otkrio rukopis (poznat kao O, prema Oxoniensis) koji sadrži 34 stiha za koja neki vjeruju da su izostavljena iz Juvenalove poeme. Debata o ovom rukopisu još traje, no i da poema nije Juvenalova, ona vjerojatno čuva originalni kontekst fraze. Ako se prihvati ova tvrdnja, originalni je kontekst sljedeći (O 29–33):
| noui consilia et ueteres quaecumque monetis amici, "pone seram, cohibes." sed quis custodiet ipsos custodes? qui nunc lasciuae furta puellae hac mercede silent crimen commune tacetur. | … Znam savjete koje mi prijatelji nude da prihvatim: "Veži je, obuzdaj!" No tko će čuvati čuvare? Oni šute o djevojčinim tajnama i dobiju je kao svoju plaću; svatko taji. |

## Povijest
Ovaj se citat često povezuje s Platonovom Državom. U Državi ne postoji točna paralela, no moderni je autori rabe za izražavanje Sokratove zabrinutosti glede čuvarâ, a rješenje toga jest ispravno odgojiti njihove duše. Klasični rimski autori poput Juvenala rijetko su se referirali na Platonovu Državu, a poznato je da je ona jednostavno nestala iz književne svijesti sljedećih tisuću godina s izuzetkom nekih tragova u pisanjima Cicerona i sv. Augustina. U Državi putativno savršeno društvo opisuje Sokrat, glavni lik u tom sokratovskom dijalogu. Sokrat je predložio čuvarsku klasu da štiti društvo, a custodes (lat.: čuvari) iz Satirâ često se interpretira kao paralelu platonovskih čuvara (grč. φύλακες). Sokratov je odgovor na ovaj problem, u svojoj biti, da će se čuvari voditi time da se čuvaju sami od sebe s pomoću varke često zvane "plemenita laž". Kao što je 2007. Leonid Hurwicz u svojem predavanju poslije preuzimanja Nobelove memorijalne nagrade za ekonomske znanosti istaknuo da Glaukon, jedan od Sokratovih subesjednika u Državi, čak ide dotle da kaže: "Bilo bi apsurdno da bi čuvari trebali čuvara." No Sokrat se vraća na ovu misao na stranici 590d gdje kaže da najbolja osoba "ima božanstvena vladara u sebi samome" i da je "bolje svakomu da bude vođen božanstvenim razumom, poželjno je onim unutar sebe i svojim vlastitim, u suprotnom onim nametnutim izvana".

## Vanjske poveznice
- izvorni tekst na WikIzvoru: Satura VI (lat.)
- izvorni tekst na WikIzvoru: Satire 6 (engl.)
- Satira VI. na latinskom pri The Latin Libraryju
- Satire VI na engleskom  Arhivirana inačica izvorne stranice od 11. svibnja 2008. (Wayback Machine) (preveo G. G. Ramsay) pri Internet Ancient History Sourcebooku